# 6 июня
6 июня — 157-й день года (158-й в високосные годы) по григорианскому календарю.
До конца года остаётся 208 дней.
До 15 октября 1582 года — 6 июня по юлианскому календарю, с 15 октября 1582 года — 6 июня по григорианскому календарю.
В XX и XXI веках соответствует 24 мая по юлианскому календарю.

## Праздники и памятные дни
См. также: Категория:Праздники 6 июня

### Международные
- ООН — День русского языка (2010)

### Национальные
- Аргентина — День инженера (в честь первого инженера Luis Huergo[англ.])
- Боливия — День учителя[2]
- Казахстан — День финансовой полиции (2011)
- Республика Корея — День памяти погибших в Корейской войне
- Украина — День журналиста (1994)
- Швеция — Национальный день Швеции (1983)

### Религиозные
Православие
- память мучеников Мелетия Стратилата, Стефана, Иоанна, Серапиона египтянина, Каллиника волхва, Феодора и Фавста и с ними 1218 воинов с жёнами и детьми (ок. 218)[5][6]
- память преподобного Викентия Леринского (до 450)
- память преподобного Симеона Столпника на Дивной горе, пресвитера (596)[7]
- память преподобного Никиты, столпника Переяславского (1186)
- память блаженной Ксении Петербургской (прославление, 1988)

### Именины
- Православные: Иван, Каллиник, Маркиана, Мелетий, Никита, Семён, Серапион, Степан (Стефан), Фавст, Фёдор, Елена[источник не указан 4423 дня]
- Католические: Павлина, Норберт, Антон, Антонина.

## События
См. также: Категория:События 6 июня

### До XX века
- 105 — начало очередной дакийской кампании императора Траяна.
- 1513 — в ходе Войны Камбрейской лиги войска, возглавляемые Массимилиано Сфорца, наголову разгромили французов под командованием Луи II де Ла Тремуйля в Битве при Новаре.
- 1523 — Густав Васа избирается королём Швеции, которая в то же время разрывает союз с Данией.
- 1654 — Кристина, королева Шведов, Готов и Вендов отреклась от короны в пользу двоюродного брата Карла X Густава.
- 1664 — Новый Амстердам переименован в Нью-Йорк.
- 1679 — в Англии принят Habeas Corpus Act — акт о гарантиях прав личности (дано королевское согласие)[8].
- 1710 — в Саксонии создана первая в Европе фарфоровая мануфактура — Мейсенский фарфор.
- 1761[9][10] — М. В. Ломоносов, наблюдая прохождение Венеры по солнечному диску, обнаружил наличие у неё атмосферы.
- 1801 — подписан Бадахосский мирный договор, завершивший Апельсиновую войну.
- 1808 — Жозеф Бонапарт, брат Наполеона I, коронован в качестве короля Испании.
- 1813 — в ходе Англо-американской войны произошло сражение при Стоуни Крик.
- 1862 — флот КША разгромлен в битве при Мемфисе.
- 1882 — Американец Генри Сили (Henry W. Seely) запатентовал электрический утюг.

### XX век
- 1912 — началось второе по величине вулканическое извержение XX века (вулкан Новарупта, Аляска, извергнувший 17 км³ лавы).
- 1919
  - Прекратила существование Республика Прекмурье (восточная Словения).
  - Советская власть объявила Нестора Махно вне закона.
- 1922
  - Декретом Совета народных комиссаров создано Главное управление по делам литературы и издательств (Главлит), отвечавшее за политику государства в отношении цензуры. Ликвидировано в годы перестройки.
  - Вышел первый номер ежемесячного литературно-художественного журнала «Крестьянка».
- 1923 — Соловецкий лагерь особого назначения (СЛОН) принял первых заключённых.
- 1932 — военной хунтой провозглашена Социалистическая республика Чили.
- 1933 — в городе Кэмден (шт. Нью-Джерси) открылся первый кинотеатр, в котором автолюбители могли смотреть кино, не выходя из автомобиля.
- 1937 — начала работу первая дрейфующая станция Северный полюс-1.
- 1942 — первый прыжок с парашютом из синтетической ткани.
- 1944 — высадка войск союзников в Нормандии, начало крупнейшей амфибийной операции в военной истории, открытие Второго фронта. Бой в поместье Брекур и начало сражения за Кан.
- 1949 — основание Акционерного Общества «Улан-Баторская Железная Дорога».
- 1956 — постановление Совета Министров СССР «Об отмене платы за обучение в старших классах средних школ, в средних специальных и высших учебных заведениях СССР».
- 1957 — в Москве открыт магазин «Детский мир». В последующие годы магазины с таким названием появились во всех крупных городах СССР.
- 1962 — Джордж Мартин, продюсер фирмы EMI, прослушал The Beatles с Питом Бестом за барабанами. В следующем месяце Мартин подписал контракт группы с фирмой «Parlophone» и оставался их продюсером всё время существования группы.
- 1966 — постановление ЦК КПСС и Совета Министров СССР «Об общественном призыве молодёжи на важнейшие стройки пятилетки».
- 1967
  - Произошёл бой за Арсенальную горку.
  - Президент Объединённой Арабской Республики (Египет) отдал распоряжение закрыть для судоходства Суэцкий канал и заявил, что британские и американские войска, по его мнению, оказывают содействие Израилю.
- 1968
  - Борисоглебская провокация на советско-норвежской границе.
  - В Лос-Анджелесе, в отеле «Амбассадор»[англ.] убит американский политический и государственный деятель Роберт Кеннеди, младший брат президента США Джона Кеннеди.
- 1971
  - Столкновение над горами Сан-Габриель. Погибли 50 человек.
  - Запуск советского космического корабля «Союз-11» к орбитальной станции «Салют-1».
- 1979 — запуск советского беспилотного космического корабля «Союз-34» к орбитальной станции «Салют-6».
- 1982 — израильская армия начинает вторжение в Ливан (операция «Мир Галилее»).
- 1985 — в Бразилии эксгумировали останки нацистского врача Йозефа Менгеле[11].
- 1986 — взрыв в порту ангольского города Намиб двух советских сухогрузов «Капитан Чирков» и «Капитан Вислабоков», а также кубинского транспорта «Гавана»[источник не указан 405 дней][значимость факта?].
- 1989 — основан социологический факультет Московского государственного университета имени М. В. Ломоносова[значимость факта?].
- 1992
  - Выборы в Чехословакии принесли победу в Словакии словацким партиям, выступающим за провозглашение Словакии независимой республикой, и в Чехии чешским партиям, выступающим за сохранение федерации.
  - Указом президента России Бориса Ельцина мэром Москвы взамен ушедшего в отставку Гавриила Попова назначен Юрий Лужков.
  - Катастрофа Boeing 737 в Дарьене. Погибли 47 человек — крупнейшая авиакатастрофа в Панаме.
- 1994 — катастрофа Ту-154 под Сианем. Погибли 160 человек — крупнейшая авиакатастрофа в Китае.
- 1998 — на канале HBO вышел первый эпизод телесериала «Секс в большом городе».

### XXI век
- 2012 — прохождение Венеры по диску Солнца[значимость факта?].
- 2014
  - Начало работы на постоянной основе Улан-Баторской городской железной дороги[значимость факта?].
  - Вооружённый конфликт на востоке Украины: Над Славянском сбит украинский самолёт Ан-30. Погибли 5 членов экипажа[значимость факта?].
- 2023 — подрыв Каховской ГЭС в ходе Российско-украинской войны[12].

## Родились
См. также: Категория:Родившиеся 6 июня

### До XIX века
- 1436 — Региомонтан (ум. 1476), немецкий астроном, астролог и математик.
- 1519 — Андреа Чезальпино (ум. 1603), итальянский врач, естествоиспытатель и философ.
- 1599 — Диего Веласкес (ум. 1660), испанский художник.
- 1606 — Пьер Корнель (ум. 1684), французский поэт и драматург.
- 1735 — Антон Швейцер (ум. 1787), немецкий дирижёр и композитор.
- 1799 — Александр Пушкин (ум. 1837), поэт, прозаик, драматург, классик русской литературы.

### XIX век
- 1829 — Хонъимбо Сюсаку (ум. 1862), японский профессиональный игрок в го.
- 1841 — Элиза Ожешко (ум. 1910), польская писательница и общественный деятель.
- 1844 — Константин Савицкий (ум. 1905), российский художник-передвижник, академик живописи.
- 1848 — Антониу Гомеш Леал (ум. 1921), португальский поэт.
- 1850 — Фердинанд Браун (ум. 1918), немецкий физик, изобретатель кинескопа, лауреат Нобелевской премии (1909).
- 1857 — Александр Ляпунов (ум. 1918), русский математик и механик, академик.
- 1868 — Роберт Скотт (ум. 1912), английский полярный исследователь, один из первооткрывателей Южного полюса.
- 1869 — Зигфрид Вагнер (ум. 1930), немецкий дирижёр и композитор, сын Рихарда Вагнера.
- 1871 — Оскар Вистинг (ум. 1936), норвежский исследователь, спутник Амундсена в его экспедициях к обоим полюсам.
- 1872 — Александра Фёдоровна (урожд. Виктория Алиса Елена Луиза Беатриса Гессен-Дармштадтская; убита в 1918), российская императрица, супруга Николая II.
- 1875 — Томас Манн (ум. 1955), немецкий писатель, лауреат Нобелевской премии по литературе (1929).
- 1888 — Валериан Куйбышев (ум. 1935), российский революционер, советский партийный и политический деятель.
- 1889 — Игорь Сикорский (ум. 1972), русский и американский авиаконструктор, учёный, изобретатель, философ.
- 1890 — Александр Аросев (расстрелян в 1938), российский революционер, советский партийный деятель, чекист и дипломат, писатель, отец актрисы Ольги Аросевой.
- 1895 — Николай Щорс (убит в 1919), офицер русской армии, участник Гражданской войны, красный командир.
- 1898 — Нинет де Валуа (наст. имя Идрис Станнус; ум. 2001), ирландская и британская танцовщица, хореограф и педагог.
- 1900 — Манфред Закель (ум. 1957), польский невролог и психиатр.

### XX век
- 1901 — Сукарно (урожд. Кусно Сусродихарджо; ум. 1970), первый президент Индонезии (1945—1967).
- 1903
  - Борис Поплавский (ум. 1935), поэт и прозаик русского зарубежья.
  - Арам Хачатурян (ум. 1978), армянский советский композитор, народный артист СССР, Герой Социалистического Труда.
- 1904 — Татьяна Пельтцер (ум. 1992), актриса театра и кино, народная артистка СССР.
- 1909
  - Семён Бабаевский (ум. 2000), русский советский писатель и журналист.
  - Исайя Берлин (ум. 1997), российско-английский философ, дипломат и историк.
- 1912 — Анатолий Капчинский (погиб в 1942), советский конькобежец, чемпион и рекордсмен СССР.
- 1915 — Винсент Персикетти (ум. 1987), американский композитор, пианист, музыкальный педагог.
- 1917 — Кирк Керкорян (ум. 2015), американский предприниматель армянского происхождения, миллиардер.
- 1919 — Питер Карингтон, 6-й барон Карингтон (ум. 2018), британский государственный деятель, 6-й генсек НАТО (1984—1988).
- 1921 — Константин Славин (ум. 2003), советский и российский драматург, сценарист.
- 1926 — Тамара Храмова (ум. 2003), финская певица русского происхождения.
- 1929
  - Алоиз Бренч (ум. 1998), советский и латвийский кинорежиссёр, сценарист, мастер детективного жанра.
  - Виктор Конецкий (ум. 2002), советский и российский писатель и сценарист, капитан дальнего плавания.
- 1934 — Альберт II, король Бельгии (1993—2013).
- 1936 — Александр Руденко-Десняк (ум. 2006), украинский и российский журналист, общественный деятель.
- 1941 — Алексей Бородин, театральный режиссёр и педагог, народный артист РСФСР.
- 1944 — Лаймонас Тапинас (ум. 2022), литовский писатель, эссеист, журналист.
- 1947
  - Бари Алибасов, советский и российский музыкант, продюсер, композитор, наставник группы «На-на».
  - Роберт Инглунд, американский актёр, исполнитель роли Фредди Крюгера.
  - Лев Рохлин (убит в 1998), советский и российский политик и военный деятель, депутат Госдумы РФ, генерал-лейтенант.
- 1948 — Владимир Шадрин (ум. 2021), советский хоккеист, двукратный олимпийский чемпион, 5-кратный чемпион мира.
- 1949 — Виталий Старухин (ум. 2000), советский и украинский футболист, тренер.
- 1950
  - Шанталь Акерман (покончила с собой в 2015), бельгийский кинорежиссёр, сценарист и актриса.
  - Алексей Дударев (ум. 2023), советский и белорусский драматург, сценарист.
- 1952 — Павел Коган, советский и российский скрипач, дирижёр, народный артист России.
- 1954 — Владислав Жмуда, польский футболист, призёр чемпионатов мира и Олимпийских игр.
- 1956 — Бьорн Борг, шведский теннисист, 11-кратный победитель турниров Большого шлема, бывшая первая ракетка мира.
- 1959
  - Андрей Прокофьев (покончил с собой в 1989), советский легкоатлет-спринтер, олимпийский чемпион (1980).
  - Аманда Пэйс, английская актриса кино и телевидения.
- 1960 — Стив Вай, американский рок-гитарист, композитор, певец, продюсер и актёр.
- 1961 — Том Арайя, бас-гитарист, вокалист и автор песен американской трэш-метал-группы Slayer.
- 1963 — Федерико Андахази, аргентинский писатель.
- 1964
  - Сергей Титлинов, российский художник-концептуалист.
  - Винсент Янг, американский актёр кино и телевидения.
- 1967
  - Пол Джаматти, американский актёр, комедиант и продюсер, лауреат премии «Эмми», двух «Золотых глобусов».
  - Владимир Лёвкин (ум. 2024) российский поп-певец, бывший участник группы «На-На».
- 1968 — Эрик Принс[англ.], американский предприниматель, основатель ЧВК Academi.
- 1969 — Александр Стриженов, советский и российский актёр театра и кино, кинорежиссёр, сценарист.
- 1972
  - Нориаки Касай, японский прыгун на лыжах с трамплина, участник 8 подряд зимних Олимпийских игр.
  - Архимед Мухамбетов, казахстанский государственный и политический деятель, аким Актюбинской (2011—2015) и Костанайской (2015—2022) областей.
- 1985 — Бекки Сауэрбранн, американская футболистка, чемпионка мира (2015 и 2019) и Олимпийских игр (2012).

## Скончались
См. также: Категория:Умершие 6 июня

### До XIX века
- 1329 — Роберт I Брюс (р. 1274), король Шотландии (1306—1329).
- 1470 — Иона (р. до 1456), пятый епископ Пермский.
- 1480 — Веккьетта (наст.имя Лоренцо ди Пьетро; р. 1412), итальянский художник, скульптор, архитектор и ювелир.
- 1561 — Ридольфо Гирландайо (р. 1483), итальянский живописец.
- 1799 — Патрик Генри (р. 1736), первый губернатор Вирджинии и один из отцов-основателей США.

### XIX век
- 1832 — Джереми Бентам (р. 1748), английский философ-моралист, правовед, социолог.
- 1861 — граф Камилло Бенсо ди Кавур (р. 1810), первый глава итальянского правительства (в 1861).
- 1870 — Фердинанд Врангель (р. 1797), российский мореплаватель и полярный исследователь, адмирал.
- 1875 — Шарль Франсуа Мари де Ремюза (р. 1797), французский политический деятель и писатель.
- 1881 — Анри Вьётан (р. 1820), композитор и скрипач, один из основателей бельгийской национальной скрипичной школы.
- 1891 — Джон Александер Макдональд (р. 1815), первый премьер-министр Канады (1878—1891).

### XX век
- 1913 — Николай Гейнце (р. 1852), российский прозаик, журналист, драматург.
- 1929 — Рихард Рети (р. 1889), чехословацкий шахматист, гроссмейстер, журналист.
- 1935 — Жак Урлус (р. 1867), голландский тенор
- 1941 — Луи Шевроле (р. 1878), американский автогонщик и автомобилестроитель.
- 1944 — погиб Поль Корню (р. 1881), французский механик-изобретатель и авиатор, пионер вертолётостроения.
- 1946 — Герхарт Гауптман (р. 1862), немецкий писатель, драматург, лауреат Нобелевской премии (1912).
- 1948 — Луи Жан Люмьер (р. 1864), изобретатель кинематографа, младший из братьев Люмьер, родоначальников французской киноиндустрии.
- 1957 — Куляш Байсеитова (р. 1912), казахская певица (лирико-колоратурное сопрано), актриса, народная артистка СССР.
- 1961 — Карл Густав Юнг (р. 1875), швейцарский психиатр, психолог, философ, педагог.
- 1962 — Ив Кляйн (р. 1928), французский художник-новатор, перформер.
- 1963 — Уильям Базиотис (р. 1912), американский живописец, представитель абстрактного экспрессионизма.
- 1967 — Семён Жаворонков (р. 1899), советский военачальник, маршал авиации.
- 1968 — Роберт Кеннеди (р. 1925), американский политик и государственный деятель, брат Джона Кеннеди.
- 1969 — Эри Жаботинский (р. 1910), израильский политический деятель, сын Владимира Жаботинского.
- 1976 — Пол Гетти (р. 1892), американский нефтяной магнат, в своё время богатейший человек планеты.
- 1979 — Андрей Гончаров (р. 1903), советский живописец и график, народный художник РСФСР.
- 1987 — Эдуард Петишка (р. 1924), чешский поэт, прозаик и переводчик.
- 1990 — Арам Сатунц (р. 1913), советский композитор, дирижёр, народный артист Армянской ССР.
- 1991 — Стэн Гетц (р. 1927), американский джазовый музыкант, саксофонист.
- 1995 — Савелий Крамаров (р. 1934), советский и американский киноактёр, заслуженный артист РСФСР.
- 1997 — Эдуардас Межелайтис (р. 1919), литовский советский поэт, переводчик, эссеист.

### XXI век
- 2001 — Любовь Соколова (р. 1921), актриса театра и кино, мастер эпизода, народная артистка СССР.
- 2003 — Владимир Зуев (р. 1925), советский и российский физик, академик, специалист по оптике и физике атмосферы.
- 2004 — Николай Калинин (р. 1944), дирижёр, музыкальный педагог, народный артист РСФСР.
- 2005 — Энн Бэнкрофт (при рожд. Анна Мария Луиза Италиано; р. 1931), американская актриса театра, кино и телевидения, обладательница премий «Оскар», «Золотой глобус» и др.
- 2006
  - Арнольд Ньюман (р. 1918), выдающийся американский фотограф.
  - Билли Престон (р. 1946), американский рок-музыкант, клавишник.
- 2009 — Жан Доссе (р. 1916), французский гематолог и иммунолог, лауреат Нобелевской премии (1980).
- 2012 — Владимир Крутов (р. 1960), советский и российский хоккеист, дважды олимпийский чемпион, 5-кратный чемпион мира.
- 2013 — Том Шарп (р. 1928), английский писатель-сатирик.
- 2014 — Юрий Варум (р. 1949), советский и российский композитор, продюсер, клавишник, отец Анжелики Варум.
- 2015 — Сергей Шариков (р. 1974), российский фехтовальщик, двукратный олимпийский чемпион, трёхкратный чемпион мира, 5-кратный чемпион Европы.
- 2016
  - Питер Шеффер (р. 1926), британский сценарист и драматург, лауреат премий «Золотой глобус» и «Оскар».
  - Виктор Корчной (р. 1931), советский и швейцарский шахматист, гроссмейстер.
- 2018 — Кира Муратова (р. 1934), советский и украинский кинорежиссёр, сценарист, актриса, народная артистка Украинской ССР.
- 2019 — Юрий Мушкетик (р. 1929), советский и украинский писатель, Герой Украины.
- 2022 — Валерий Рюмин (р. 1939), советский космонавт, дважды Герой Советского союза (1979, 1980).
- 2024 — Сергей Новиков (р. 1938), советский, российский и американский математик. Академик РАН (с 1981 по 1991 — академик АН СССР), доктор физико-математических наук. Лауреат Филдсовской премии.

## Приметы
Симон Столпник
- Шиповник цветёт — румянец года ведёт. Мёд, сваренный на лепестках шиповника, укрепляет силы, чистит кровь[13].
- По 13 июня — святки летние, русальская неделя. На зелёные святки украшают растительностью дома́, завивают на берёзах венки. Если на Троицу дождь — много грибов.